# Ross Macdonald
Ross Macdonald, John Macdonald oder auch John Ross Macdonald (* 13. Dezember 1915 in Los Gatos, Kalifornien; † 11. Juli 1983 in Santa Barbara, Kalifornien; eigentlich Kenneth Millar) war ein US-amerikanischer Schriftsteller und Dozent.

## Leben
Kenneth Millar kam 1915 in Los Gatos (Kalifornien) zur Welt, er verbrachte jedoch seine ersten Lebensjahre bei seinen Eltern in Kanada. Nach der Trennung seiner Eltern hielt er sich bei Verwandten und in Internaten auf. Millar besuchte die Kitchener-Waterloo Collegiate and Vocational School, in den 1930er Jahren studierte er in Ontario, Toronto und Michigan. Zwischendurch unterbrach er sein Studium und reiste durch Europa. Nach seiner Rückkehr heiratete er 1938 Margaret Sturm, später besser bekannt als die erfolgreiche Schriftstellerin Margaret Millar.
Millar unterrichtete anfänglich Englisch und Geschichte an privaten Schulen und später an der University of Michigan. Von 1944 bis 1946 leistete er seinen Militärdienst in der US Navy Reserve. Am Ende seines Dienstes war er in Kalifornien stationiert und ließ sich auch dort mit seiner Familie nieder.
Nachdem er sich ursprünglich John Macdonald genannt hatte, wechselte er sein Pseudonym zu Ross Macdonald, um Verwechslungen mit dem gleichnamigen Krimi-Autor John D. MacDonald zu vermeiden. Ross Macdonald war Dozent an der University of Michigan, dort machte er 1951 seinen Abschluss. Zwischen den beiden schreibenden Eheleuten kam es wegen schriftstellerischer Konkurrenz zu Dissonanzen, unter denen ihre Tochter Linda litt, die in Alkoholabhängigkeit geriet und schließlich Suizid beging. Ross Macdonald begab sich daraufhin Ende der 50er Jahre in psychoanalytische Behandlung.
Zentrales Thema der Detektivromane Macdonalds sind gestrauchelte Jugendliche und die Schuld ihrer Eltern. Die meisten Romane Macdonalds beinhalten verästelte, weit in die Vergangenheit zurückreichende kriminelle Verstrickungen, die vom Privatdetektiv Lew Archer aufgelöst werden. Macdonald führte somit als einer der ersten Krimiautoren der Gattung die Gedanken der Psychoanalyse zu.
Neben Dashiell Hammett und Raymond Chandler gilt Ross Macdonald als einer der wichtigsten Vertreter der harten Schule des Detektivromans. James Ellroy nennt ihn als eines seiner Vorbilder.
Zwei Lew-Archer-Romane wurden mit Paul Newman als Detektiv verfilmt (Harper, 1966 und The Drowning Pool, 1975); allerdings heißt der Ermittler in den Filmen aus rechtlichen Gründen Harper statt Archer.
Ross Macdonald starb 1983 an der Alzheimer-Krankheit. Als er starb, war er Amerikas bekanntester Krimi-Autor. Er galt als Vielschreiber, verfasste innerhalb von 30 Jahren vierundzwanzig Romane und mit  „The Blue Hammer“ 1976 seinen letzten.

## Werke
Die deutschen Übersetzungen der Romane Ross Macdonalds wurden im Amsel-Verlag, Berlin (1954–1956), im Scherz Verlag (1960–1995), im Rowohlt Verlag (1964–1970) und seit 1970 im Diogenes Verlag verlegt.

### Romane ohne Lew Archer
- 1944 The Dark Tunnel (unter seinem Realnamen Kenneth Millar)
- 1946 Trouble Follows Me (unter seinem Realnamen Kenneth Millar)
- 1947 Blue City (unter seinem Realnamen Kenneth Millar)
  - Neuübersetzung: Blue City, dt. von Christina Sieg-Welti und Christa Hotz; Diogenes, Zürich 1985. ISBN 3-257-21317-4
- 1948 The Three Roads (unter seinem Realnamen Kenneth Millar)
  - Schwarze Vergangenheit, dt. von Rosmarie Kahn-Ackermann; Desch, München/Wien/Basel 1967
  - Neuübersetzung: Der Mörder im Spiegel, dt. von Dietlind Bindheim; Diogenes, Zürich 1983. ISBN 3-257-21303-4
- 1953 Meet Me at the Morgue (als John Ross Macdonald)
  - Der Koffer unter dem Bett, dt. von Vernon C. Baxter; Amsel, Berlin 1955
  - Neuübersetzung: Triff mich in der Leichenhalle, dt. von Hella von Spies; Rowohlt, Reinbek bei Hamburg 1969
- 1961 The Ferguson Affair
  - Akte Ferguson, dt. von Ilse Velten; Scherz, Bern/Stuttgart/Wien 1963

### Die Lew-Archer-Romane
- 1949 The Moving Target
  - Das wandernde Ziel, dt. von Vernon C. Baxter; Amsel, Berlin 1954
  - Reiche sterben auch nicht anders, dt. von Jutta Wannenmacher; Rowohlt, Reinbek bei Hamburg 1970. ISBN 3-499-42155-0
- 1950 The Drowning Pool
  - Wer zögert ist verloren, dt. von Dietrich Bogulinski; Amsel, Berlin 1954
  - Kein Öl für Mrs. Slocum, dt. von Hubert Deymann; Rowohlt, Reinbek bei Hamburg 1970. ISBN 3-499-42195-X
  - auch als: Unter Wasser stirbt man nicht!, gleiche Übersetzung; Diogenes, Zürich 1983. ISBN 3-257-20322-5
- 1951 The Way Some People Die
  - Freut mich, Sie kennen zu lernen, Mr. Archer, dt. von Vernon C. Baxter; Amsel, Berlin 1955
  - Neuübersetzung: Tote ertrinken nicht, dt. von Maria Steininger; Rowohlt, Reinbek bei Hamburg 1969
- 1952 The Ivory Grin (auch: Marked For Murder)
  - Nichts als ein Skelett, dt. von Dietrich Bogulinski; Amsel, Berlin 1954
  - Neuübersetzung: Bis auf die Knochen, dt. von Charlotte Hamberger; Rowohlt, Reinbek bei Hamburg 1968
  - auch als: Ein Grinsen aus Elfenbein, gleiche Übersetzung; Diogenes, Zürich 1970. ISBN 3-257-20323-3
- 1954 Find a Victim
  - Opfer gesucht, dt. von Christiane St. G. Bock; Amsel, Berlin 1956
  - Neuübersetzung: Anderer Leute Leichen, dt. von Jutta W Wannenmacher; Rowohlt, Reinbek bei Hamburg 1967
  - Neuübersetzung: Wer findet das Opfer, dt. von Thomas Stegers, Diogenes, Zürich 2024 ISBN 978-3-257-86497-7
- 1956 The Barbarous Coast
  - Sprungbrett ins Nichts, dt. von Marianne Lipcowitz; Rowohlt, Reinbek bei Hamburg 1966
  - auch als: Die Küste der Barbaren, gleiche Übersetzung; Diogenes, Zürich 1976. ISBN 3-257-20324-1
- 1958 The Doomsters
  - Schuldkonto der Vergangenheit, dt. von Monika Schönenberger; Scherz, Bern/Stuttgart/Wien 1960
  - auch als: Sanftes Unheil, gleiche Übersetzung; Diogenes, Zürich 1984. ISBN 3-257-21178-3
- 1959 The Galton Case
  - Ein schwarzes Schaf verschwindet, dt. von Egon Lothar Wensk; Rowohlt, Reinbek bei Hamburg 1964
  - auch als: Der Fall Galton, gleiche Übersetzung; Diogenes, Zürich 1976. ISBN 3-257-20325-X
- 1961 The Wycherly Woman
  - Die wahre Mrs. Wycherly, dt. von Bernhard Kempner; Scherz, Bern/Stuttgart/Wien 1964
  - Neuübersetzung: Mutter und Tochter, dt. von Karsten Singelmann; Diogenes, Zürich 2018. ISBN 978-3-257-30073-4
- 1962 The Zebra Striped Hearse
  - Camping im Leichenwagen, dt. von Gisela Stege; Rowohlt, Reinbek bei Hamburg 1965
  - Neuübersetzung: Unterwegs im Leichenwagen, dt. von Karsten Singelmann; Diogenes; Zürich 2017. ISBN 978-3-257-30052-9
- 1964 The Chill
  - Gänsehaut, dt. von Gretel Friedmann; Scherz, Bern/Stuttgart/Wien 1966
  - Neuübersetzung: Gänsehaut, dt. von Karsten Singelmann; Diogenes, Zürich 2014. ISBN 978-3-257-30024-6
- 1965 The Far Side of the Dollar
  - Die Kehrseite des Dollars, dt. von Günter Eichel; Diogenes, Zürich 1965
- 1966 Black Money
  - Geld zahlt nicht alles, dt. von Norbert Wölfl; Scherz, Bern/Stuttgart/Wien 1968
  - auch als: Schwarzes Geld, gleiche Übersetzung; Scherz, Bern/Stuttgart/Wien 1995. ISBN 3-502-51521-2
  - Neuübersetzung: Schwarzgeld, dt. von Karsten Singelmann; Diogenes, Zürich 2016. ISBN 978-3-257-30040-6
- 1968 The Instant Enemy
  - Durchgebrannt, dt. von Helmut Degner; Diogenes, Zürich 1970
- 1969 The Goodbye Look
  - Geld kostet zuviel, dt. von Günter Eichel; Diogenes, Zürich 1970
- 1971 The Underground Man
  - Der Untergrundmann, dt. von Hubert Deymann; Diogenes, Zürich 1973. ISBN 3-257-01507-0
  - Neuübersetzung: Der Untergrundmann, dt. von Karsten Singelmann; Diogenes, Zürich 2015. ISBN 978-3-257-30034-5
- 1973 Sleeping Beauty
  - Dornröschen war ein schönes Kind, dt. von Günter Eichel; Diogenes, Zürich 1975
  - Neuübersetzung: Dornröschen, dt. von Karsten Singelmann; Diogenes, Zürich 2015. ISBN 978-3-257-30033-8
- 1976 The Blue Hammer
  - Der blaue Hammer, dt. von Peter Naujack; Diogenes, Zürich 1978. ISBN 3-257-20541-4
  - Neuübersetzung: Der blaue Hammer, dt. von Karsten Singelmann; Diogenes, Zürich 2013. ISBN 978-3-257-30015-4

### Erzählungsbände
- 1955 The Name is Archer
  - dt. in zwei Bänden: 1.: Manche mögen’s kalt, 2.: Manche mögen’s eiskalt, dt. von Hubert Deymann; Rowohlt, Reinbek bei Hamburg 1967–1969
  - auch als: Sämtliche Detektivstories, gleiche Übersetzung; Diogenes, Zürich 1976. ISBN 3-257-00955-0
  - auch als: 1.: Der Drahtzieher: sämtl. Detektivstories um Lew Archer I, gleiche Übersetzung, Diogenes, Zürich 1983. ISBN 3-257-21018-3, 2.: Einer lügt immer, gleiche Übersetzung, Diogenes, Zürich 1999. ISBN 3-257-21019-1
- 1974 Great Stories of Suspense
- 1977 Lew Archer, Private Investigator
- 1982 Early Millar. 1st Stories of Ross Macdonald and Margaret Millar
- 2000 Strangers in Town. Three Newly Discovered Stories

### Sachbücher
- 1973 On Crime Writing
- 1981 Ceaselessly Into the Past [Selbstporträt]

## Verfilmungen
- 1966: Ein Fall für Harper
- 1974: Familiengeheimnisse (Underground Man)
- 1975: Unter Wasser stirbt man nicht (The drowning Pool)
- 1979: Killer aus dem Dunkel (Double Negative)
- 1986: Blue City
- 1992: Eine Frau für alle Fälle (Criminal Behaviour)

Außerdem gab es noch eine Mini-Fernsehserie mit sechs Folgen (Archer, 1975) mit Brian Keith in der Titelrolle.

## Biographien
- Tom Nolan: Ross Macdonald. A Biography. Scribner, New York 1999, ISBN 978-1-4391-0205-3.